# PRIDE.33
PRIDE.33 "THE SECOND COMING"（プライド・サーティースリー ザ・セカンドカミング）は、日本の総合格闘技イベント「PRIDE」の大会の一つ。2007年2月24日、アメリカ合衆国ネバダ州ラスベガスのトーマス&マック・センターで開催された。

## 大会概要
本大会ではジェームス・リー、トラビス・ビュー、ソクジュ、マック・ダンジグ、マイク・ルソー、ニック・ディアスの6名がPRIDEに初参戦を果たした。トラビス・ビューとの対戦が予定されていた中村和裕は練習中の負傷（左膝外側半月板損傷）により、欠場となった。
第2試合のフランク・トリッグ対三崎和雄を除いてはいずれの試合もKOまたは一本による決着となった。今大会がPRIDEデビュー戦となるPRIDE初のアフリカ人選手であるソクジュはアントニオ・ホジェリオ・ノゲイラを試合開始23秒でTKOし、白星デビューを果たした。
セミファイナルではPRIDEライト級王者五味隆典とニック・ディアスがノンタイトル戦で対戦し、試合はフットチョークによる五味の一本負け。試合後の薬物検査でディアスからマリファナの陽性反応が検出されたため、ネバダ州アスレチック・コミッションの裁定により、無効試合となった。
メインイベントではウェルター級王者として二冠を目指すダン・ヘンダーソンが、殴り合いの末にミドル級王者ヴァンダレイ・シウバを左フックでTKO。シウバがミドル級創設以来5年余りに渡って保持してきたミドル級王座が移動し、ダンが母国アメリカでPRIDE史上初の2階級制覇を果たした。

### ルール変更
本大会はネバダ州アスレチック・コミッションの管理下で行われたため、従来のPRIDEルールではなく、同コミッションの認可した統一総合格闘技ルールが適用された。そのため、試合時間は5分3Rとなり、また選手の体重差にかかわらず、グラウンド状態の相手の頭部への蹴りによる攻撃（サッカーボールキック、踏みつけ、がぶりからの膝等）は全て禁止となった。なお、頭部への肘打ちは従来のPRIDEルール通り禁止とされた。当該ルールはPRIDE.32においても同様に適用された。

## 試合結果
第1試合 ライト級ワンマッチ 5分3R
○  ヨアキム・ハンセン vs.  ジェイソン・アイルランド ×
3R 2:33 腕ひしぎ十字固め
第2試合 ウェルター級ワンマッチ 5分3R
○  フランク・トリッグ vs.  三崎和雄 ×
3R終了 判定3-0（30-27、30-27、30-27）
第3試合 ミドル級ワンマッチ 5分3R
○  ジェームス・リー vs.  トラビス・ビュー ×
1R 0:39 フロントチョーク
第4試合 ミドル級ワンマッチ 5分3R
○  ソクジュ vs.  アントニオ・ホジェリオ・ノゲイラ ×
1R 0:23 TKO（レフェリーストップ：左フック）
第5試合 ライト級ワンマッチ 5分3R
○  桜井"マッハ"速人 vs.  マック・ダンジグ ×
2R 4:01 TKO（レフェリーストップ：右フック）
第6試合 ヘビー級ワンマッチ 5分3R
○  セルゲイ・ハリトーノフ vs.  マイク・ルソー ×
1R 3:46 腕ひしぎ十字固め
第7試合 ミドル級ワンマッチ 5分3R
○  マウリシオ・ショーグン vs.  アリスター・オーフレイム ×
1R 3:27 TKO（レフェリーストップ：パウンド）
第8試合 ライト級ワンマッチ 5分3R
－  ニック・ディアス vs.  五味隆典 －
ノーコンテスト
※当初の試合結果は2R 1:46 フットチョークによりディアスの一本勝ちだったが、ディアスの薬物検査失格により、ネバダ州アスレチック・コミッションの裁定でノーコンテストに変更された。
第9試合 PRIDEミドル級タイトルマッチ 5分5R
○  ダン・ヘンダーソン vs.  ヴァンダレイ・シウバ ×
3R 2:08 TKO（レフェリーストップ：左フック→パウンド）
※ヘンダーソンが王座獲得に成功